# Chrysopilus collessi
Chrysopilus collessi är en tvåvingeart som beskrevs av Paramonov 1962. Chrysopilus collessi ingår i släktet Chrysopilus och familjen snäppflugor. Inga underarter finns listade i Catalogue of Life.